# Craspedotropis gretathunbergae
Craspedotropis gretathunbergae es una especie de caracol de la familia Cyclophoridae. La especie fue descubierta en Brunéi por un equipo de científicos ciudadanos y fue posteriormente nombrada en honor a la activista climática Greta Thunberg.

## Taxonomía
Luego del descubrimiento de la especie, se realizó una votación entre los miembros de la expedición y el personal del parque nacional, y se tomó la decisión de nombrarla en honor a Greta Thunberg. Según los científicos, esta fue una «forma de reconocer que su generación será responsable de solucionar problemas que ellos no crearon». Los holotipos fueron recolectados por el científico ciudadano J. P. Lim.
Esta es la segunda especie animal, después de Nelloptodes gretae, que lleva el nombre de Greta Thunberg.

## Descripción
La especie mide 2 mm de largo y 1 mm de ancho, con un caparazón cóncavo y tentáculos grises. Es de color verde-marrón.

## Hábitat y distribución
La especie es endémica de Brunéi. Se encontraron ejemplares de la especie en una colina empinada, junto a la orilla de un río, mientras buscaban alimento por la noche en las hojas verdes de las plantas del sotobosque. El caracol es muy sensible a los cambios de temperatura y clima.